# La Madone des pèlerins
La Madone des pèlerins (en italien Madonna dei Pellegrini), nommée également pour son sujet La Madone de Lorette ou La Vierge de Lorette,  est un tableau de Caravage peint entre 1604 et 1605 et conservé à la basilique Saint-Augustin à Rome.

## Historique

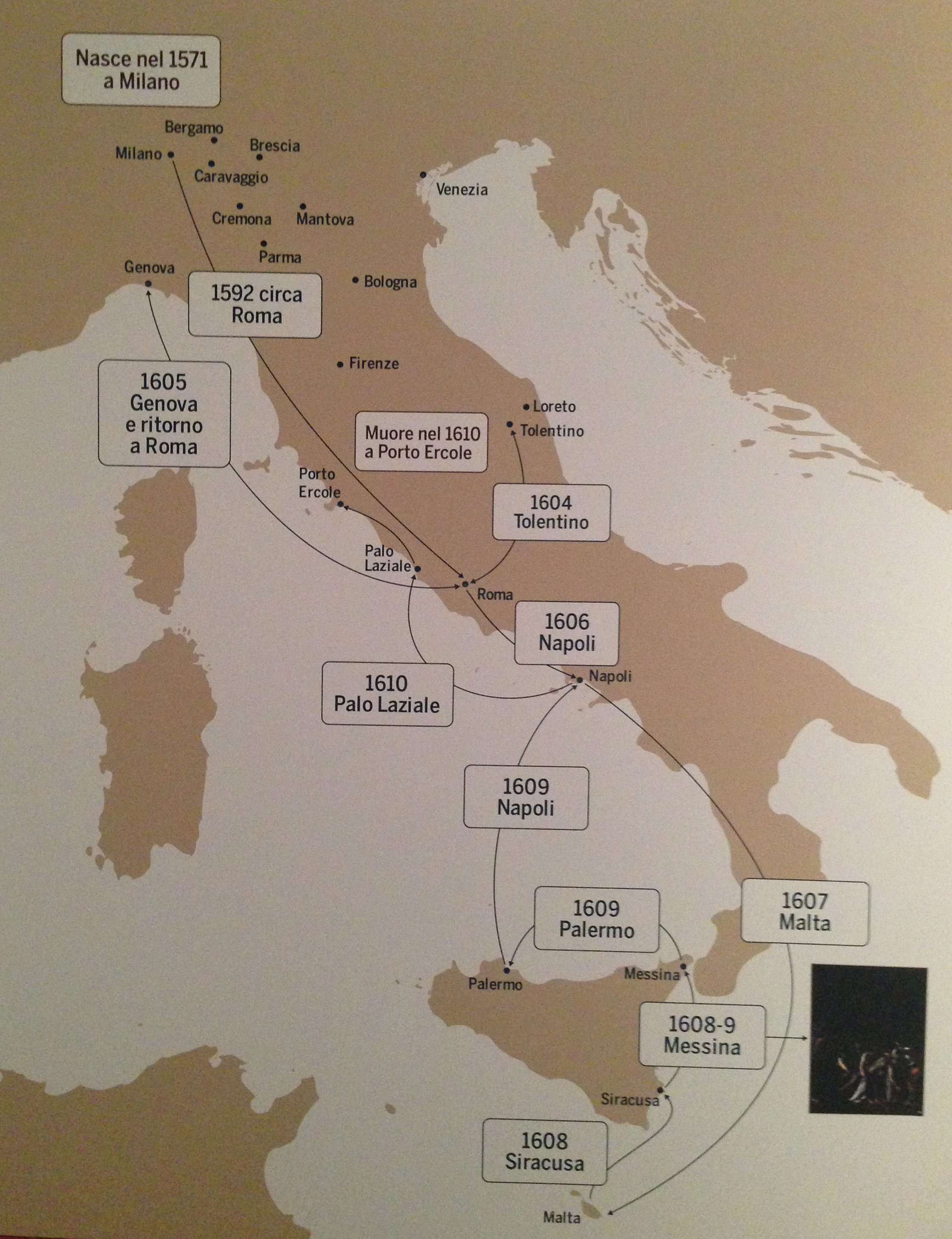
Carte des voyages de Caravage

Commandée à Caravage par la famille Cavalletti pour Ermete Cavaletti mort en 1602, l'œuvre a été exécutée pour la chapelle familiale de Sant'Agostino, près de la piazza Navona. 
L'œuvre est restée en place depuis (fait rare pour les œuvres du peintre),.
En 1604, les archives municipales de Tolentino attestent de la présence du Caravage dans la Ville de la région des Marches italiennes. Le Pèlerinage de Rome à Lorette par la Via Lauretana étant très pratiqué à l’époque, s’il n’existe pas de preuve du passage de Caravage à Lorette, il semble très probable qu’il s’y soit rendu. Après son retour des Marches, les traces du périple italien de Caravage sont perdues. L’on sait seulement qu'il vécut quelques mois plus tard à Rome, dans le Vicolo di San Biagio qui correspond aujourd’hui au numéro 19 de l'actuel vicolo del Divino Amore où il a probablement peint la Madone des pèlerins. Le logement de Caravage était proche de lia Basilique de Saint Augustin à Campo Marzio.

## Description
Au contraire des autres peintures sacrées du Caravage, celle-ci ne s'inspire pas d'un texte biblique ou d'une œuvre préexistante mais s'inspire de la légende du transport de la sainte Maison à Lorette alors premier sanctuaire marial d’Occident et deuxième lieu saint d’Italie après Rome où l’on y célébrait la figure populaire de la Madonna di Loreto (Notre Dame de Lorette). 
Par l’apparition de la brique sous l’enduit du mur, Caravage rappelle ainsi la relique de la sainte Maison de Lorette, maison originelle rapportée de Terre Sainte à la fin du XIIIe siècle telle que relatée par Pietro Giorgio Tolomei.  
Cette maison, à la fois relique et lieu saint de l’Annonciation, fit l'objet d'un pèlerinage entre les XVIe et XVIIe siècles. 
D’autres peintres dont Annibale Carracci, Guido Reni, le Dominiquin , Carlo Bononi,  Le Pérugin, Raphaël, Marco Palmezzano, Vincenzo Pagani, Saturnino Gatti mais aussi Jean-François Millet, Giambattista Tiepolo ou Pierre-Claude-François Delorme pour l’église de Notre Dame de Lorette dans le 9°arrondissement de Paris ont réalisé une oeuvre sur le sujet. 
Dans celle du Caravage, la composition est d’un grand réalisme, de beaucoup d’originalité au regard de la tradition iconographique de l'époque, et d’une profonde humanité. 
Sous les traits fort probables de Maddalena Antognetti, la Vierge, placée en haut à gauche dans l'embrasure d'une porte, tient dans ses bras un Enfant-Jésus nu et lourd à travers un lange. 
Deux pèlerins issus du peuple (pieds nus et sales, mains rugueuses, visages burinés) sont agenouillés les mains jointes, leurs bâtons au côté. Ils sont placés en contrebas à droite, sous la marche qui supporte la Vierge qu'on reconnaît à son auréole en attendant sa bénédiction.

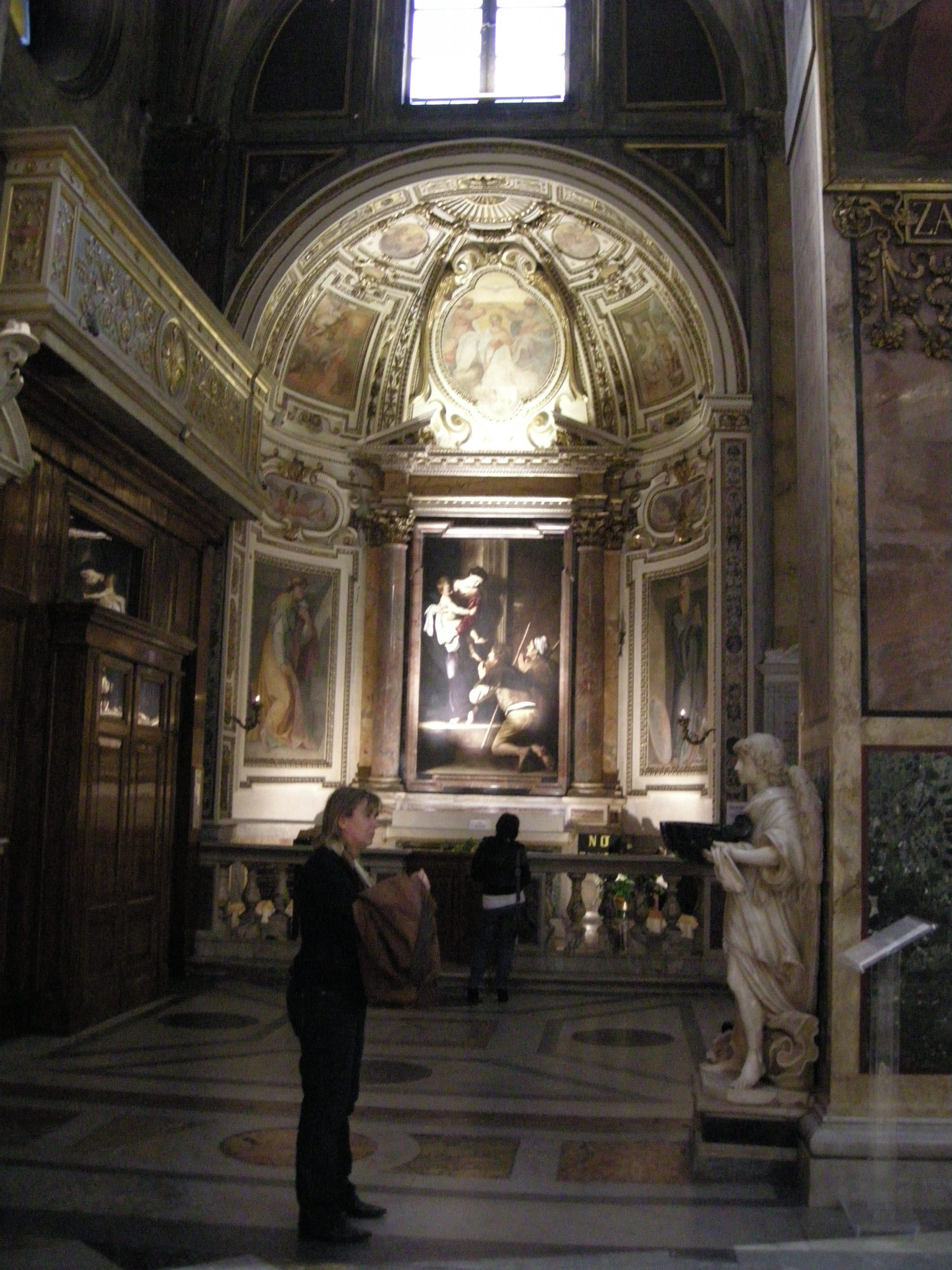
Chapelle latérale gauche avec le tableau du Caravage. (Basilique Sant’Agostino de Rome).
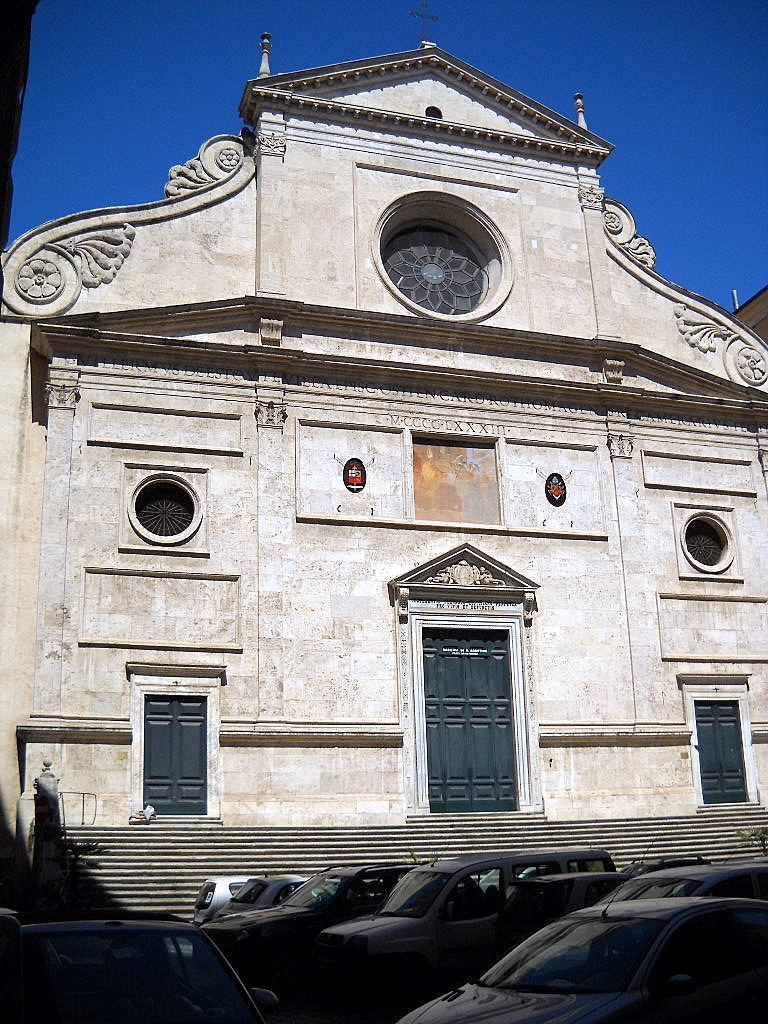
Façade de la Basilique Sant’Agostino de Rome.

## Postérité
La peinture fait partie du musée imaginaire de l'historien français Paul Veyne, qui le décrit dans son ouvrage justement intitulé Mon musée imaginaire.